# Pseudodiamesa stackelbergi
Pseudodiamesa stackelbergi är en tvåvingeart som först beskrevs av Maurice Emile Marie Goetghebuer 1933.  Pseudodiamesa stackelbergi ingår i släktet Pseudodiamesa och familjen fjädermyggor. Inga underarter finns listade i Catalogue of Life.